# ダン・モイ

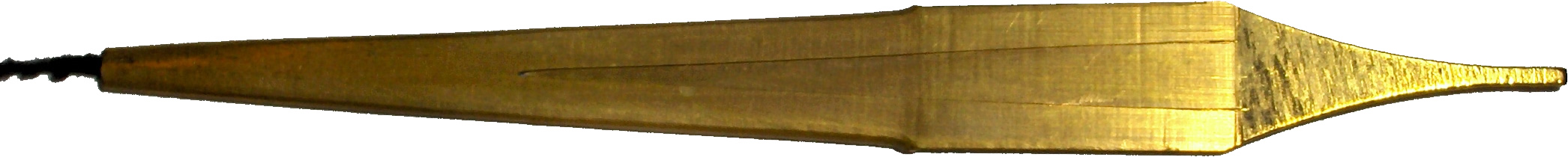
低音域用のダン・モイ

ダン・モイ(Đàn môi)はベトナムの少数民族によって広く用いられている楽器のベトナム語での呼称である。ダン・モイは口琴にいくぶん類似するが、いくぶん異なるものでもある。代表的なダン・モイは、真鍮の部品と装飾された竹筒を糸で繋いだものである。ダン・モイは、口琴のように歯に付けて奏するのではなく、むしろ唇に付けて演奏する。すなわち、楽器自体はより口腔の自由が利く位置に置くことで、口腔を共鳴器として自在に形作ることができ、更に柔軟な表現を可能としている。
ダン・モイはモン族に伝わる伝統的な楽器である。

### 動画
- "Oh Susannah with the Vietnamese Dan Moi Jew's harp", YouTube.com.